# Yosiwo George
Yosiwo Palikkun George (24 luglio 1941 – Micronesia, 14 agosto 2022) è stato un politico e diplomatico micronesiano.

## Biografia
Fu vicepresidente degli Stati Federati di Micronesia, senza essere iscritto ad alcun partito, per due volte: dal 2015 al 2019 e dal 2019 fino alla morte, avvenuta nel 2022 per complicazioni da Covid-19. In precedenza era stato ambasciatore micronesiano negli USA e in Israele. Era sposato e aveva 7 figli.